# Birthday Song (BEGINの曲)
「Birthday Song」（バースデイ・ソング）は、BEGIN11枚目のシングル。1997年5月21日発売。発売元はテイチク。

## 解説
テイチク復帰第1弾のシングル。

## トラック
全作詞・作曲・編曲：BEGIN
1. Birthday Song
2. 海の唄
3. Birthday Song（オリジナル・カラオケ）